# Aja (Königin)
Aja war eine altägyptische Königin der 13. Dynastie. Sie erscheint im Papyrus Boulaq 18, bei dem es sich um das Rechnungsbuch des thebanischen Palastes handelt. Aja wird dort mehrmals genannt, wobei auch ihre eigene Domäne erwähnt wird, die den Palast mit Lebensmitteln belieferte. Der Name des Königs in dem Rechnungsbuch ist weitestgehend verloren, so dass es unsicher ist, wer ihr königlicher Gemahl war. Aja erscheint auch auf dem Fragment einer Stele, die sich heute in der Antikensammlung des Martin von Wagner Museums in der Julius-Maximilians-Universität Würzburg befindet. Dort ist sie Mitglied einer Familie (der Name des Steleneigentümers ist verloren), die wiederum mit dem Wesir Anchu verwandt war, der auch im Papyrus Boulaq 18 erscheint.